# Cedartown
Cedartown é uma cidade localizada no estado americano de Geórgia, no Condado de Polk.

## Demografia
Segundo o censo americano de 2000, a sua população era de 9470 habitantes.
Em 2006, foi estimada uma população de 9870, um aumento de 400 (4.2%).

## Geografia
De acordo com o United States Census Bureau tem uma área de
17,8 km², dos quais 17,7 km² cobertos por terra e 0,1 km² cobertos por água.

## Localidades na vizinhança
O diagrama seguinte representa as localidades num raio de 28 km ao redor de Cedartown.